# Catedral de Oristán
La catedral de Santa Maria Assunta (en italiano también duomo di Oristano) es un templo católico de la localidad italiana de Oristán, en Cerdeña.

## Descripción
Está ubicada en la localidad italiana de Oristán, en el oeste de la isla de Cerdeña. Su origen se remontaría al siglo XII y está dedicada a Santa Maria Assunta. Sufrió una reconstrucción durante el siglo XVIII. Es sede de la arquidiócesis de Oristán.